# Undercover Burns
«Undercover Burns» (укр. «Бернс під прикриттям») — прем'єрна серія тридцять другого сезону мультсеріалу «Сімпсони», прем'єра якої відбулась 27 вересня 2020 року у США на телеканалі «Fox».

## Сюжет
На Спрінґфілдській АЕС день «Візьміть дітей на роботу». Щойно батьки залишають своїх дітей на піклування містера Бернса, він змушує їх працювати на заводі. Ліса втікає з пастки та йде за Бернсом, звинувачуючи його, але Бернс втікає у туалет. Бернс продивляється графіті на туалетних кабінках, залишені підлеглими. Він невинно реагує на непристойні малюнки, допоки не знаходить такі, які вказують на те, що співробітники ненавидять Бернса.
Щоб виявити невдоволених, Бернс збирається піти під прикриття, для чого Смізерс збирає команду, щоб створити його маскування. У своєму новому роботизованому тілі Бернс у ролі Фреда Крейнпула іде на обід з усіма. Гомер запрошує Фреда сісти за стіл до них з Ленні та Карлом. Бернс ненадовго спілкується з ними і майже одразу заслуговує їхню довіру. Вони запрошують «Фреда» до таверни Мо, де Гомер пропонує йому пива, і вони кажуть Фреду, що все, що вони хотіли би від Бернса, ― це дружба та повага. Після цього четверо друзів також проводять час в луна-парку, на риболовлі та в караоке.
У маєтку Бернса Смізерс хвилюється, особливо коли перший каже, що підлеглі ― його друзі. Сім'я Сімпсонів також стурбована тим, що Гомер продовжує проводити час з підозрілою новою людиною.
Коли на заводі «Фред» публічно відкидає Смізерса, Гомер і решта просять «Фреда» поговорити з Бернсом про повагу… Фред неохоче погоджується і починає розігрувати сцену «туди-сюди». Сцена була настільки переконливою, що він вирішує «померти» як Монтгомері Бернс і стати Фредом Крейнпулом назавжди, до більшого занепокоєння Смізерса.
На станції Фред влаштовує для колег всі зручності. Коли чоловіки нагадують Смізерсу, що Фред незабаром може його позбутися, той відкриває Гомерові правду і те, що Бернс зайшов надто далеко. Гомер неохоче погоджується допомогти.
Пізніше, коли п'яний Ленні ображає містера Бернса, «Фред» надто сердиться і намагається його задушити. На щастя, його зупиняє Гомер, який ламає одну з його роботизованих рук. «Фред» втікає, але Бернс починає протистояти йому в костюмі. Фред бере Бернса під контроль і намагається його позбутися… Однак, коли Гомер прибуває на місце, то виявляє, що Бернса придавив костюм (через що той бачив галюинації). Після промови Гомера про те, що всякий «бос ― лайно», все повернеться до норми, а Монті викидує костюм Фреда в радіоактивні відходи.
У фінальній приходить новий колега, Дон Фальшивка, і Ленні намагається довести, що це знову Бернс. Він напускає на Дона гончих, але вони нападають на нього, після чого Ленні використовує люк проти Карла.
У сцені під час титрів Бернс стоїть у новому вдосконаленому костюмі Фреда і знову починає співати з трьома друзями в караоке.

## Виробництво
Автором сценарію серії є Девід Крайян, який звернувся до шоураннера «Сімпсонів» Ела Джіна у «Twitter». Він попросив Джіна прочитати кілька сценаріїв, які він написав. Сценарії Крайяна справили на Джіна достатньо враження, тому він запросив Краяна приєднатися до сценаристів серіалу. Однак, Девід не зміг прийняти цю пропозицію, оскільки Крайяну, який живе в Канаді, було відмовлено в отриманні візи до Сполучених Штатів. Тож Джін натомість запропонував йому написати епізод як фрилансер. Крайян вирішив написати серію про свого улюбленого героя ― містера Бернса. Це був перший його телевізійний епізод.
У червні 2020 року (на хвилі антирасистських акцій Black Lives Matter) творці мультсеріалу заявили, що заборонять білим акторам озвучувати небілих персонажів. Через це починаючи з цієї серії, Алекс Дезерт почав озвучувати Карла Карлсона, перейнявши роль від Генка Азарії.

## Цікаві факти і культурні відсилання
- Назва серії ― відсилання до реаліті-шоу «Undercover Boss» (укр. «Бос під прикриттям»)[4].
- У караоке друзі співають пісню початку XX століття «The Spaniard who Blighted my Life» (укр. «Іспанець, який зіпсував моє життя»)[4].

## Ставлення критиків і глядачів
Під час прем'єри серію переглянули 4,44 млн осіб з рейтингом 1.7, що зробило її найпопулярнішим шоу на каналі «Fox» тієї ночі.
Тоні Сокол з «Den of Geek» дав серії чотири з п'яти зірок, сказавши, що серія ― «весела й інформативна прем'єра сезону. Містер Бернс завжди виконує [все], за винятком будь-яких обіцянок, які він дав».
Маркус Ґібсон із сайту «Bubbleblabber» оцінив серію на 7,5/10, сказавши, що «початок 32-о сезону зробив те, що повинна робити прем'єра, ― зацікавив нас майбутніми серіями [сезону]».
Згідно з голосуванням на сайті The NoHomers Club більшість фанатів оцінили серію на 3/5 із середньою оцінкою 2,95/5.